# اتفاقية تعيين الحدود البحرية السعودية المصرية

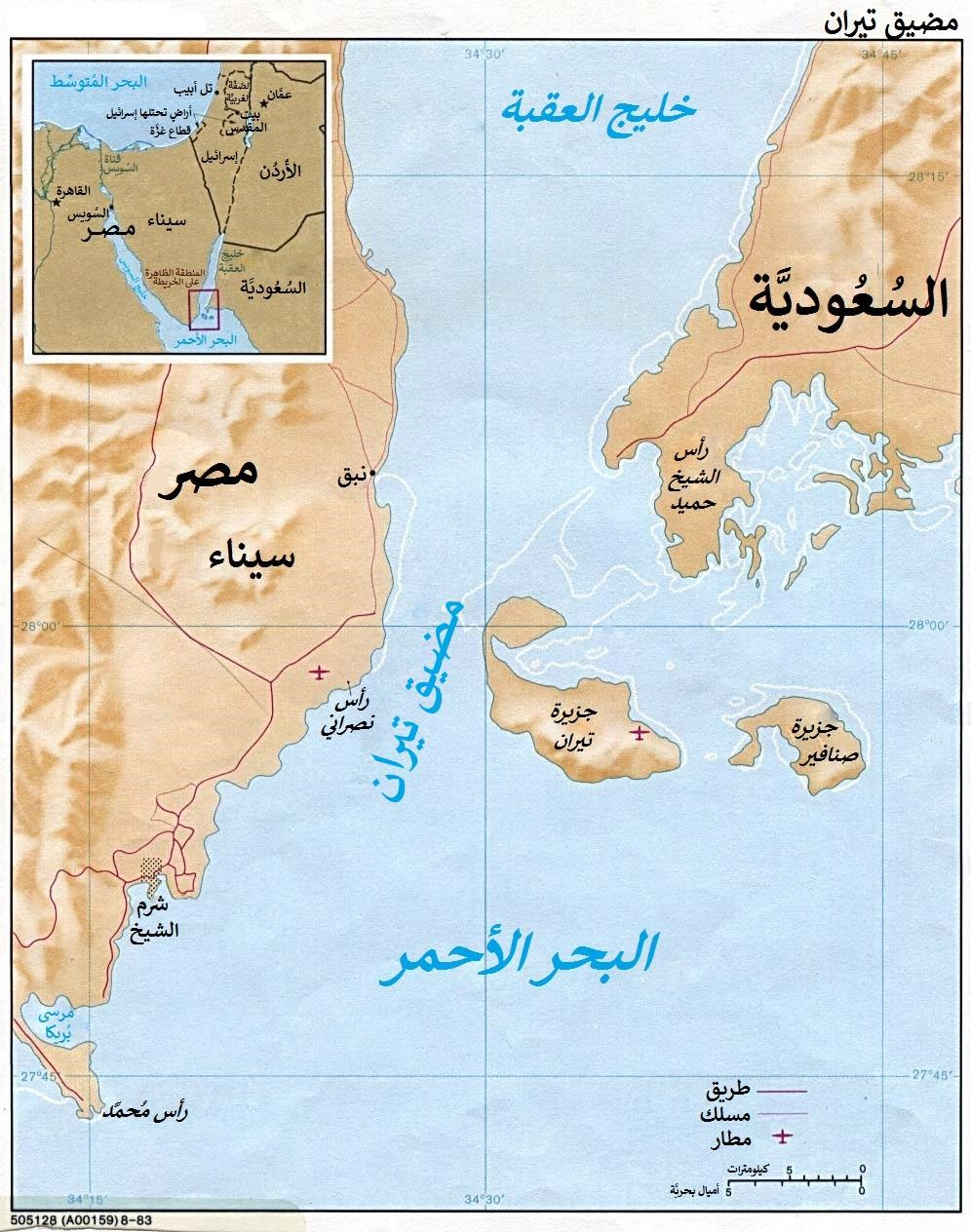
صورة توضح موقع جزيرتي تيران وصنافير

اتفاقية ترسيم الحدود البحرية السعودية المصرية 2016 أو ما تعرف إعلاميًّا باتفاقية تيران وصنافير هي اتفاقية عُقِدت في 8 أبريل 2016 بين مصر والسعودية، وذلك أثناء زيارة الملك سلمان بن عبد العزيز آل سعود إلى مصر.

## نص الاتفاقية

### المادة الأولى
1. يبدأ خط الحدود البحرية بين مصر والسعودية من نقطة الالتقاء المشتركة للحدود البحرية المصرية السعودية الأردنية في خليج العقبة، والتي سيتم الاتفاق عليها لاحقاً بين الدول الثلاثة.
2. يمتد خط الحدود البحرية بين البلدين من نقطة الالتقاء المشتركة للحدود البحرية المذكورة في الفقرة (1) من هذه المادة إلى نقطة خط الحدود البحرية رقم (61) وفقا للإحداثيات الجغرافية لنقاط خط الحدود بين البلدين التالية.
3. إن النظام الجيوديسي العالمي 84 (84-wgs) هو مرجع الاحداثيات الجغرافية لنقاط خط الحدود البحرية المذكورة في هذه المادة.

### المادة الثانية
1. مرفق بهذه الاتفاقية خارطة مجمعة من خارطتي الأدميرالية البريطانية رقم (158) ورقم (159) بمقياس رسم (750000:1) موقع عليها من البلدين، توضح خط الحدود البحرية بينهما، وتكون هذه الخارطة للإيضاح فقط.
2. يكون المرجع الأساسي لخط الحدود بين البلدين هو الإحداثيات الجغرافية لمواقع نقاط خط الحدود البحرية الواردة في المادة الأولى من هذه الاتفاقية.

### المادة الثالثة
1. يتم التصديق على هذه الاتفاقية وفقا لإجراءات القانونية والدستورية في كلا البلدين، وتدخل حيز النفاذ من تاريخ تبادل وثائق التصديق عليها
2. يتم إخطار الأمين العام للأمم المتحدة بهذه الاتفاقية لتسجيلها وفقا لأحكام المادة (102) من ميثاق الأمم المتحدة بعد دخولها حيز النفاذ.[1]

## ردود الأفعال
أثار توقيع الاتفاقية جدلاً واسعاً داخل المجتمع المصري فيما عرف بقضية تيران وصنافير، لما يترتب عليها من وقوع جزيرة تيران وجارتها صنافير داخل الحدود البحرية السعودية، حيث ظهر اختلاف وجدل بين طوائف الشعب المصري حول هذه الاتفاقية، انقسموا بين معارضين ومؤيدين لسريانها. قام المعارضين برفع قضية لإلغاء هذه الاتفاقية أمام محكمة القضاء الإداري وانتهى هذا المسار إلى قرار المحكمة الإدارية العليا ببطلان هذه الاتفاقية، وبشكل موازي قام المؤيدين للاتفاقية برفع قضية أمام محكمة الأمور المستعجلة، وانتهى هذا المسار إلى إسقاط أسباب حكم المحكمة الإدارية العليا القاضي ببطلان توقيع الاتفاقية، واستمرار سريانها، ومع وجود حكمين قضائيين متناقضين وافق مجلس الوزراء المصري على الاتفاقية وأحالها إلى مجلس النواب في 29 ديسمبر 2016، الذي وافق عليها بدوره بعد تصويت أجري بالجلسة العامة في 14 يونيو 2017، وصدق عليها الرئيس عبد الفتاح السيسي في 24 يونيو 2017، وحالياً لا تزال الاتفاقية معروضة أمام المحكمة الدستورية العليا.